# Achelia socors
Achelia socors är en havsspindelart som först beskrevs av Loman, J.C.C. 1908.  Achelia socors ingår i släktet Achelia och familjen Ammotheidae. Inga underarter finns listade i Catalogue of Life.